# Cydrela albopilosa
Cydrela albopilosa is een spinnensoort in de taxonomische indeling van de mierenjagers (Zodariidae).
Het dier behoort tot het geslacht Cydrela. De wetenschappelijke naam van de soort werd voor het eerst geldig gepubliceerd in 1922 door Eugène Simon & Jean-Louis Fage.